# E+E Elektronik
 E + E Elektronik Ges.mbH （イープラスイーエレクトロニック）は、オーストリアの企業であり、湿度、露点、油中水分、CO2、風速、温度質量流量などのセンサーを開発・製造している。また、EN ISO/IEC 17025に準拠した国家指定校正ラボを運営しており、湿度、露点、風速、CO2ガス濃度の国家測定標準 (エタロン)を提供している。

## 概要
E+E Elektronikは、オーストリアの湿度、CO2、風速などの計測機器メーカーである。1979年、オーストリアの国営企業として創立し、IBM社下請け製造として薄膜プロセスと組立作業を実施。その高い薄膜技術を生かし、1990年よりセンサーの生産を開始。
EN ISO/IEC 17025に準拠した認定校正ラボを運営しており、オーストリアのNational Metrology Institutes (NMI)であるオーストリア連邦計量測量局 (BEV)から、湿度、露点、風速、CO2ガス濃度の国家測定標準 (エタロン) の提供を委託されている。
E+E Elektronikのセンサーは、産業用、HVAC(空調)、建築技術、自動車産業、気象学、製薬・食品産業、クリーンルームなど世界中の様々な分野で使用されている。
日本国内での、機器販売は株式会社テクネ計測が総代理店である。

### 事業内容
- 相対湿度、温度、露点、油中水分、CO2、風速、質量流量などのセンサーおよびトランスミッタの開発・製造
- 湿度校正システムの開発・製造
- 相対湿度、温度、露点、風速、質量流量、CO2、圧力の認定校正機関
- 相対湿度と空気流速のオーストリア国内エタロンを維持する指定試験所（MNI）
- 湿度校正システムの開発と生産
- E+Eは “国家指定ラボ"として、湿度と風速の国家測定標準を提供し、さらに発展させることを国家より委任されている

### 品質マネジメント認証
- 1993年以降　ISO9001
- 2003年～2018年　ISO TS16949:2002
- 2018年以降　IATF 16949:2016（自動車産業向け品質マネジメント）

### 環境マネジメント認証
- 2002年より気候変動対策協議会のメンバー
- 2002年以降　ISO 14001

## 主な市場
- 自動車産業
- HVAC
- 計測・制御技術
- 農業
- プロセス・環境工学
- 産業プロセスの自動化
- 気象学

## 主な製品カテゴリー
- 湿度計
- 露点計
- オイル中水分計
- Co2濃度計
- 風速計
- 流量計
- 温度計
- 圧力計

## 沿革
- 1979年 オーストリアの国営企業VOESTALPINEによって創立
- 1979年～1995年 IBM社の下請製造として薄膜プロセスと組立作業を実施
- 1990年 センサー生産開始
- 1993年 ISO9001の認証を取得
- 1994年 ドイツのDR.JOHANNES HEIDENHAIN社がE+E Elektronik社を買収
- 1998年 ドイツに技術事務所を設立

　　　　以下の点で、Landis&Staefa社のサプライヤー・オブ・ザ・イヤーにノミネートされています。
```
　　　　・最高品質 
　　　　・決められた時間内での納品 
　　　　・最高のサービス
```

- 1999年 中国/北京に技術事務所を設立

　　　　　品質管理システムを改善し、VDA6.1に従って認定される
- 2000年 湿度校正ラボが、オーストリアのOEKD機関の認定を受ける

　　　　　空気中の相対湿度のオーストリア国家校正試験所として認可される
- 2002年 Climate Confederacyのメンバーとなる

　　　　　環境マネジメントシステムを導入し、ISO 14001の認証を取得
　　　　　OEKD校正ラボを温度校正用に拡張
　　　　　ISO 9001:2000の認証を取得
　　　　　オーストリアで初めてISO TS16949の認証を取得。
- 2003年 フランスにテクニカルオフィスを設立

　　　　　オーストリアの上位企業賞「Employment by Innovation」を受賞
- 2004年 オーストリア連邦計量測量局 (BEV) から湿度と露点の国家測定標準 (エタロン)の提供を委託される

　　　　　ビジネス誌 "trend "より、オートリアの25のトップエンプロイヤーの1つに選ばれる
　　　　　中国（上海）にテクニカルオフィスを設立
- 2007年 韓国に子会社を設立
- 2008年 製造棟を拡張し、認定されたキャリブレーションラボ、新しい製造エリア、および在庫をより良く、

　　　　　より速く処理するための完全自動化された垂直リフトシステムのためのスペースを確保。
　　　　　イタリアにテクニカルオフィスを設立
- 2010年 米国に子会社を設立
- 2011年 OEKDの校正室を拡張し、接触型温度計、空気速度、空気流量の校正に対応

　　　　　オーストリア連邦計量測量局 (BEV) から風速の国家測定標準 (エタロン)の提供を委託される
- 2012年 従業員数50～249名の企業を対象とした上オーストリアビジネスアワード「ペガサス」を受賞
- 2013年 ISO9001認証取得20年で「クオリティー・オーストリア・アワード」を受賞

　　　　　圧力用校正ラボがOEKDの認定を受ける
- 2014年 中国・広州にテクニカルオフィスを設立
- 2015年 校正ラボが、国際度量衡局（BIPM）の認可を受け、BEV/E+Eの校正証明書に

　　　　　CIPMMRAロゴ（国際度量衡委員会-相互承認取決め）を使用開始。
　　　　オーストリアのエンゲルウィッツドルフに本社ビルを建設。
- 2018年 新自動車規格であるIATF 16949:2016の認証を取得。
- 2021年 オーストリア連邦計量測量局 (BEV) からCO2ガス濃度の国家測定標準 (エタロン)の提供を委託される